# Wasserstraßen-Neubauamt Magdeburg

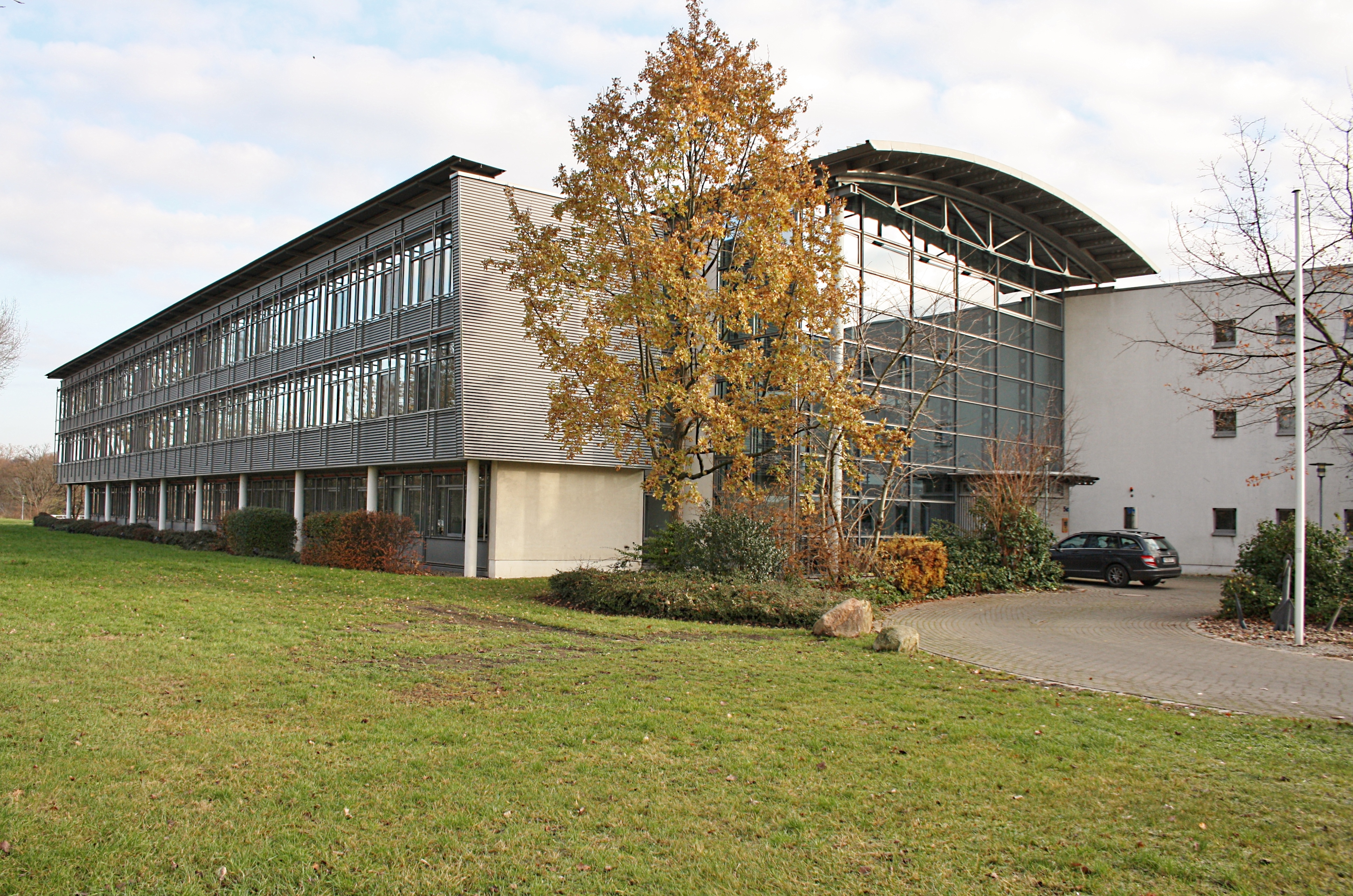
Verwaltungsgebäude des Wasserstraßen-Neubauamtes Magdeburg

Das Wasserstraßen-Neubauamt Magdeburg ist eines von acht Neubau- bzw. Ausbauämtern der Wasserstraßen- und Schifffahrtsverwaltung des Bundes. Es ist der Generaldirektion Wasserstraßen und Schifffahrt untergeordnet.
Das Wasserstraßen-Neubauamt Magdeburg war insbesondere im Rahmen des Projektes 17 der Verkehrsprojekte Deutsche Einheit zuständig für den Ausbau des Elbe-Havel-Kanals, des Rothenseer Verbindungskanals und Teilen des Mittellandkanals.
Das in den Jahren 1994 und 1995 auf dem Kleinen Werder zwischen Elbe und Zollelbe erbaute Verwaltungsgebäude des Wasserstraßen-Neubauamtes wurde 1995 mit dem Architekturpreis des Landes Sachsen-Anhalt für öffentliche Bauten ausgezeichnet.

## Geschichte
Das Wasserstraßen-Neubauamt Magdeburg wurde am 1. Januar 1992 für die Durchführung der Maßnahmen des Projektes 17 der Verkehrsprojekte Deutsche Einheit gegründet und war zunächst mit Planung und Bau des Wasserstraßenkreuzes Magdeburg betraut. Seit Juni 1992 ist das Neubauamt zusätzlich mit der Planung und dem Ausbau des Elbe-Havel-Kanals betraut. Anfang 2007 übernahm das Neubauamt das Projekt für den Bau des Schleusenkanals Tornitz vom Wasserstraßen- und Schifffahrtsamt Magdeburg.